# جوانه (گیاه‌شناسی)

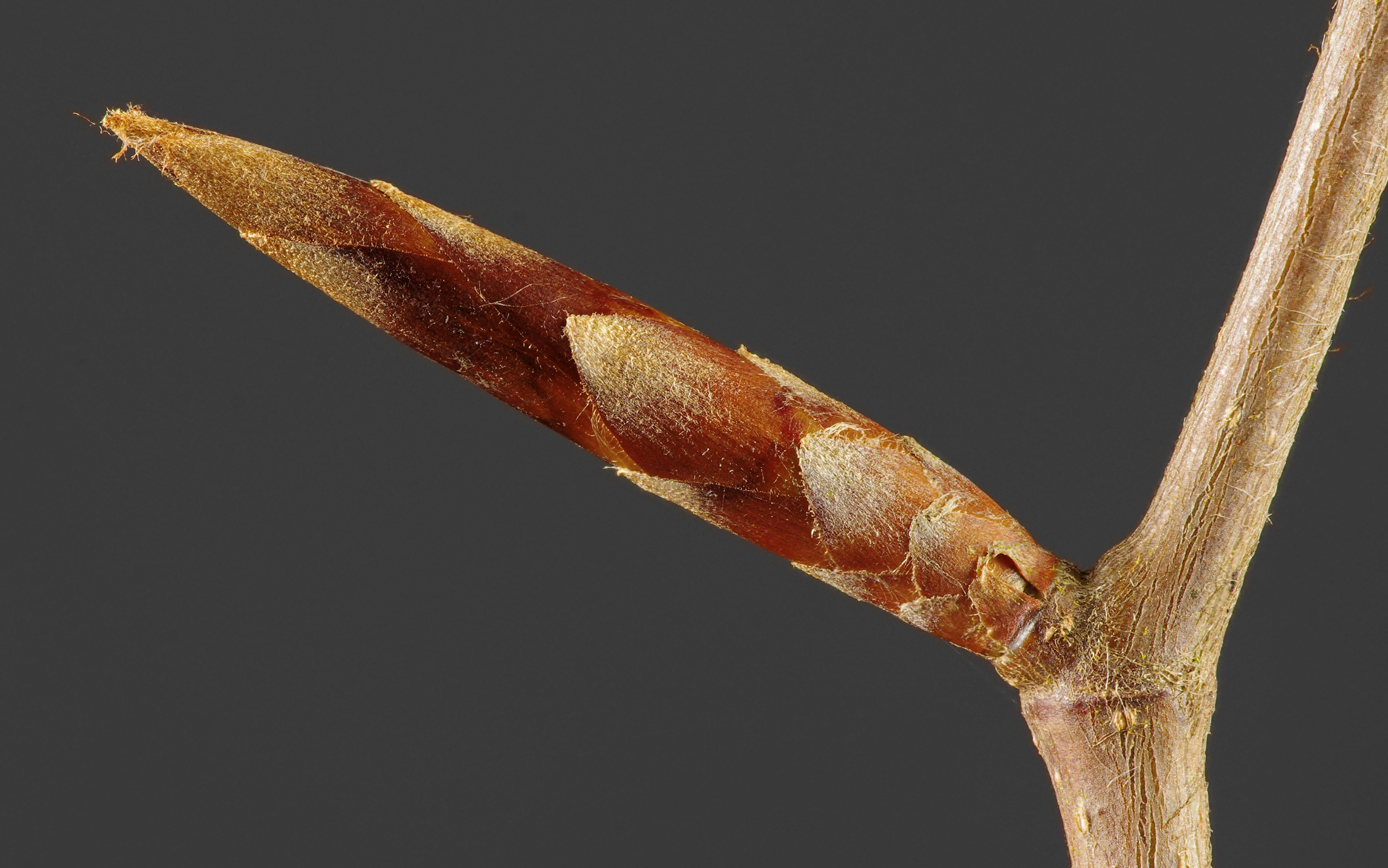
جوانه راش اروپایی (Fagus sylvatica).

در گیاه‌شناسی، جوانه (به انگلیسی: Bud)، شاخه‌ای رشدنیافته یا جنینی است و معمولاً در کنار برگ یا نوک ساقه قرار می‌گیرد. پس از تشکیل، جوانه ممکن است برای مدتی در حالت خفته باقی بماند، یا ممکن است فوری ساقه تشکیل دهد. جوانه‌ها ممکن است برای رشد گل یا شاخه‌های کوتاه تخصصی باشند یا ممکن است پتانسیل رشد کلی شاخه را داشته باشند. اصطلاح جوانه در جانورشناسی نیز به کار می‌رود، جایی که به رشدی از بدن اشاره دارد که می‌تواند به یک فرد جدید تبدیل شود.

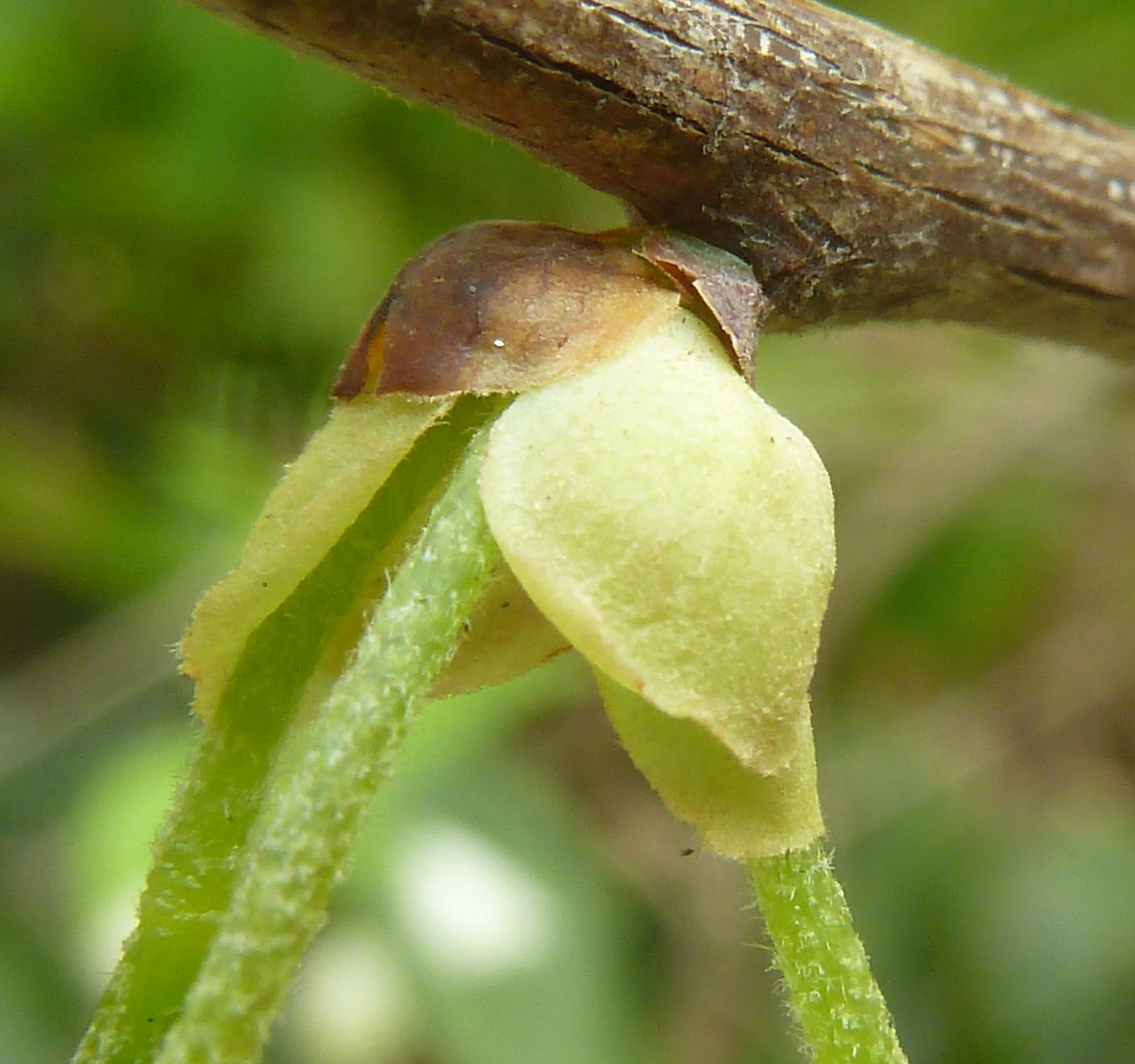
پولک‌های جوانه گل آذین در Halesia carolina

دسته‌بندی جوانه‌های گیاهی

جوانه‌ها اغلب در شناسایی گیاهان سودمند هستند، به ویژه برای گیاهان چوبی در زمستان که برگ‌ها ریخته‌اند. جوانه‌ها را می‌توان بر پایه معیارهای مختلف طبقه‌بندی و توصیف کرد: مکان، وضعیت، ریخت‌شناسی و کارکرد.

## نگارخانه

جوانه‌ها و غنچه‌ها
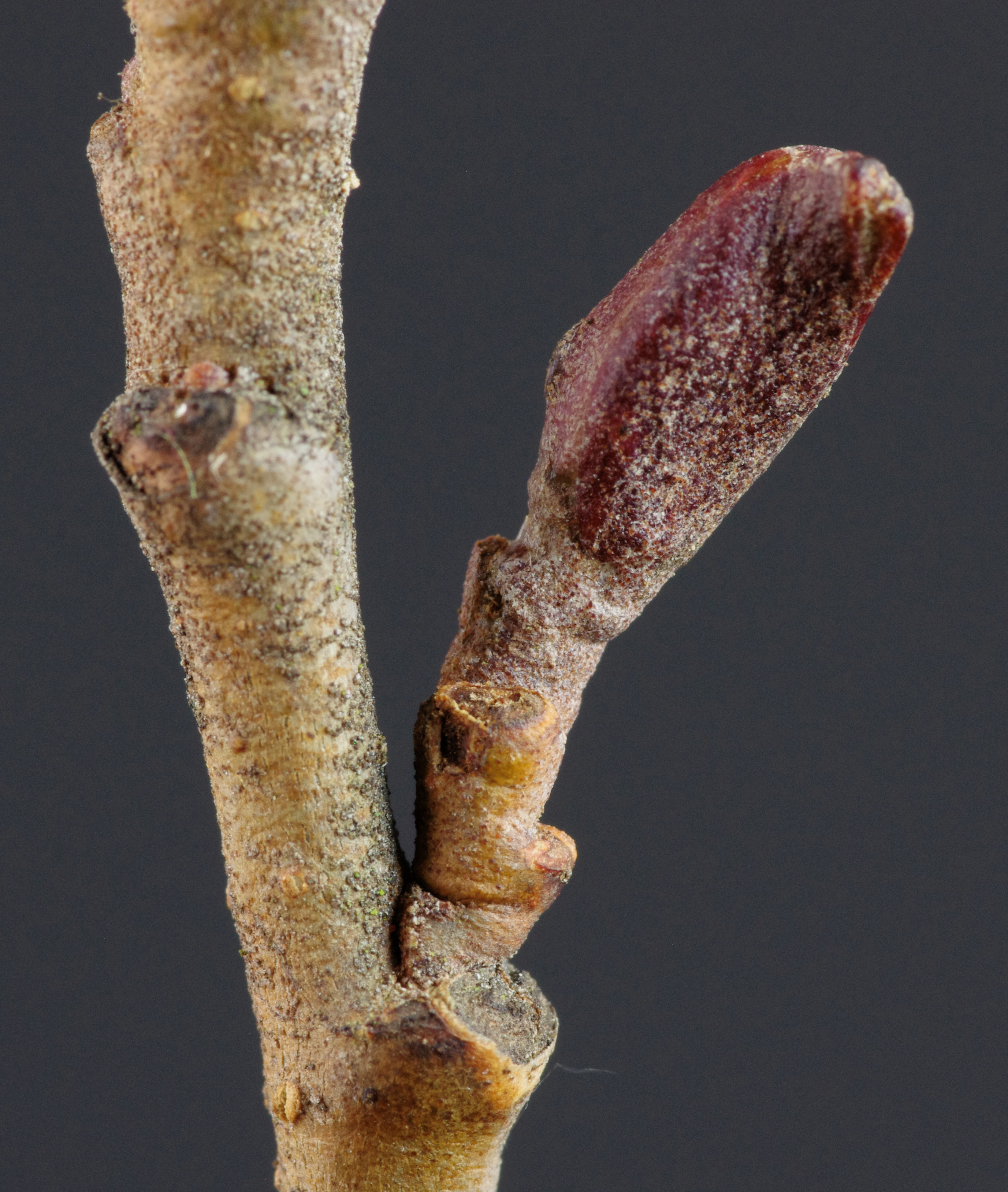
جوانه Alnus glutinosa
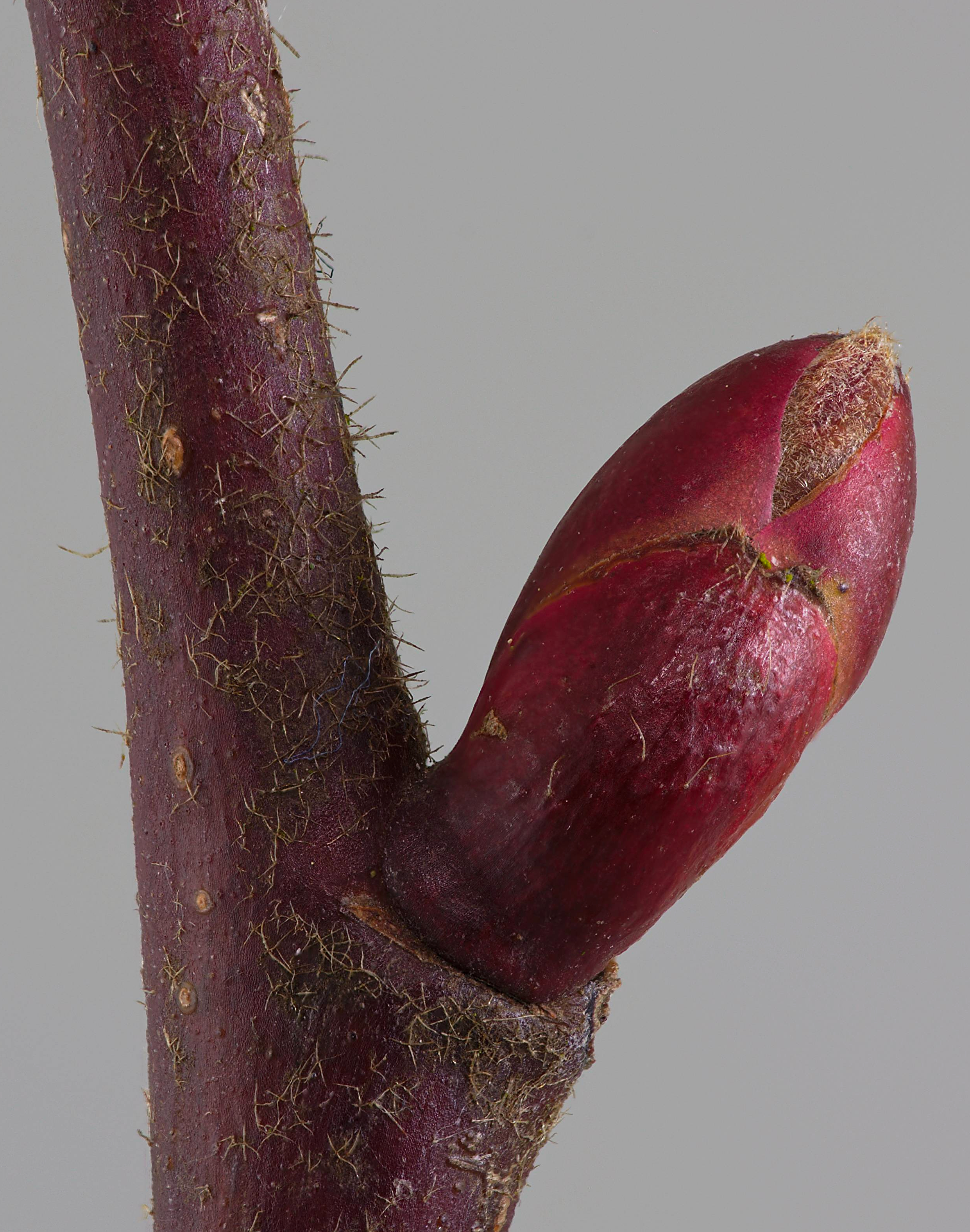
جوانه Tilia platyphyllos
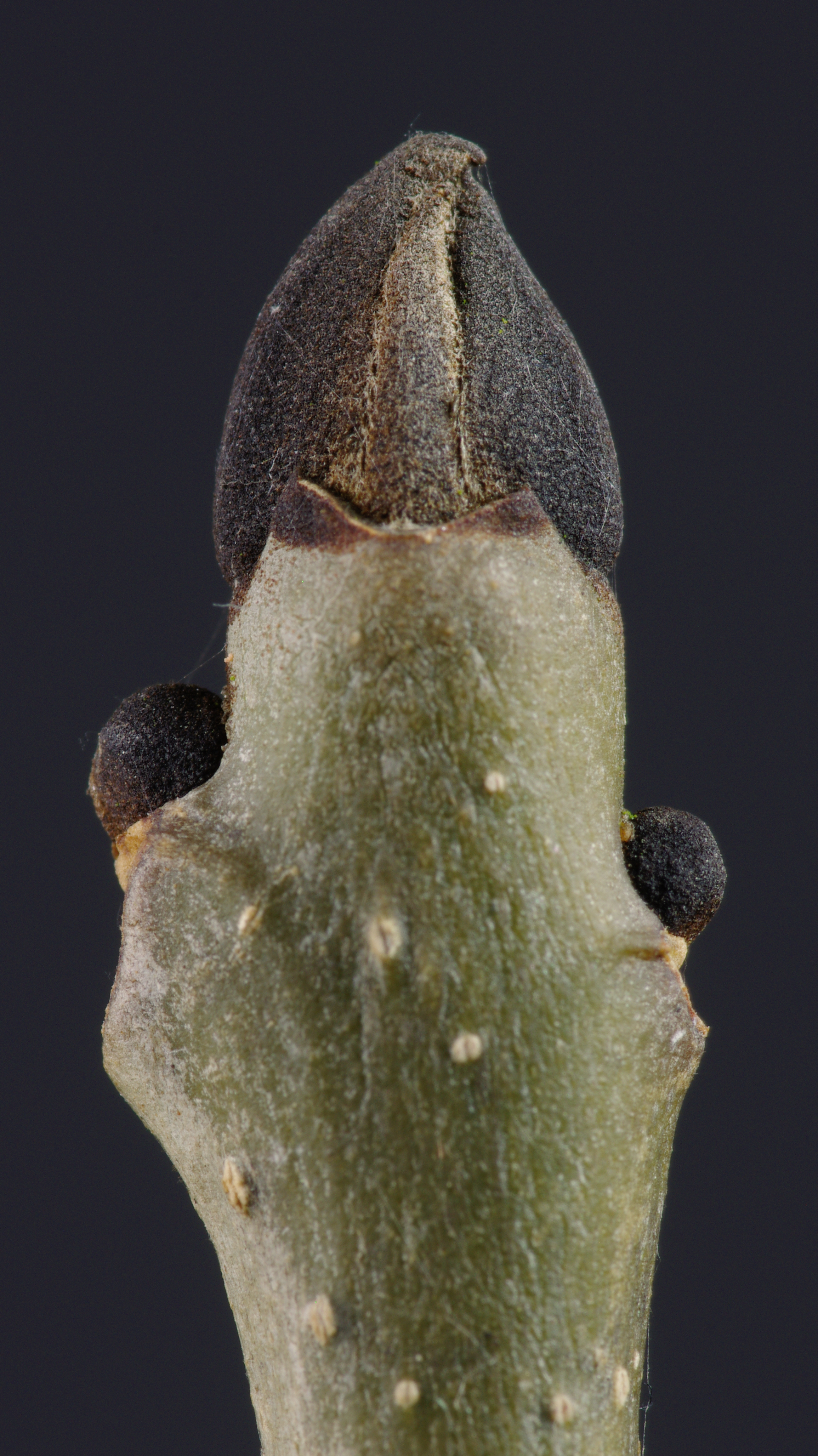
جوانه‌های سیاه Fraxinus excelsior
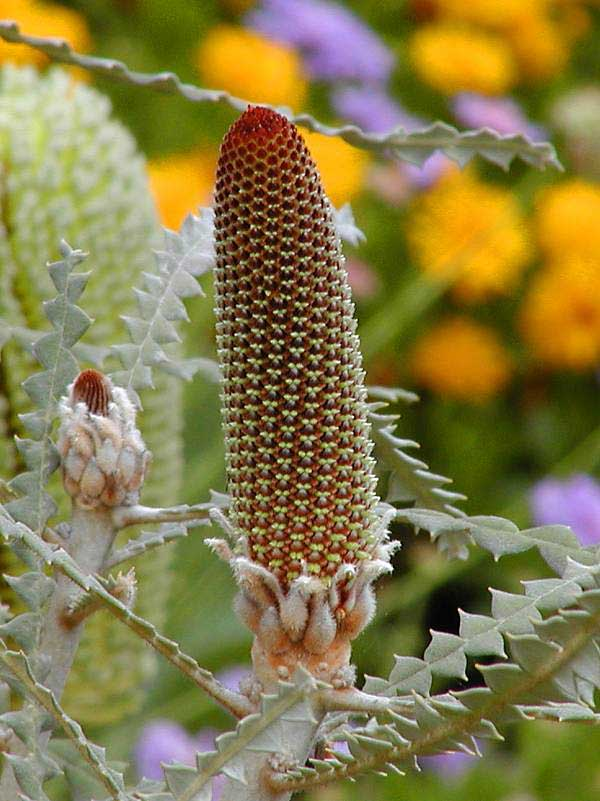
یک غنچه گل آذین باز در سمت چپ، که مانند جوانه سمت راست خود رشد می‌کند
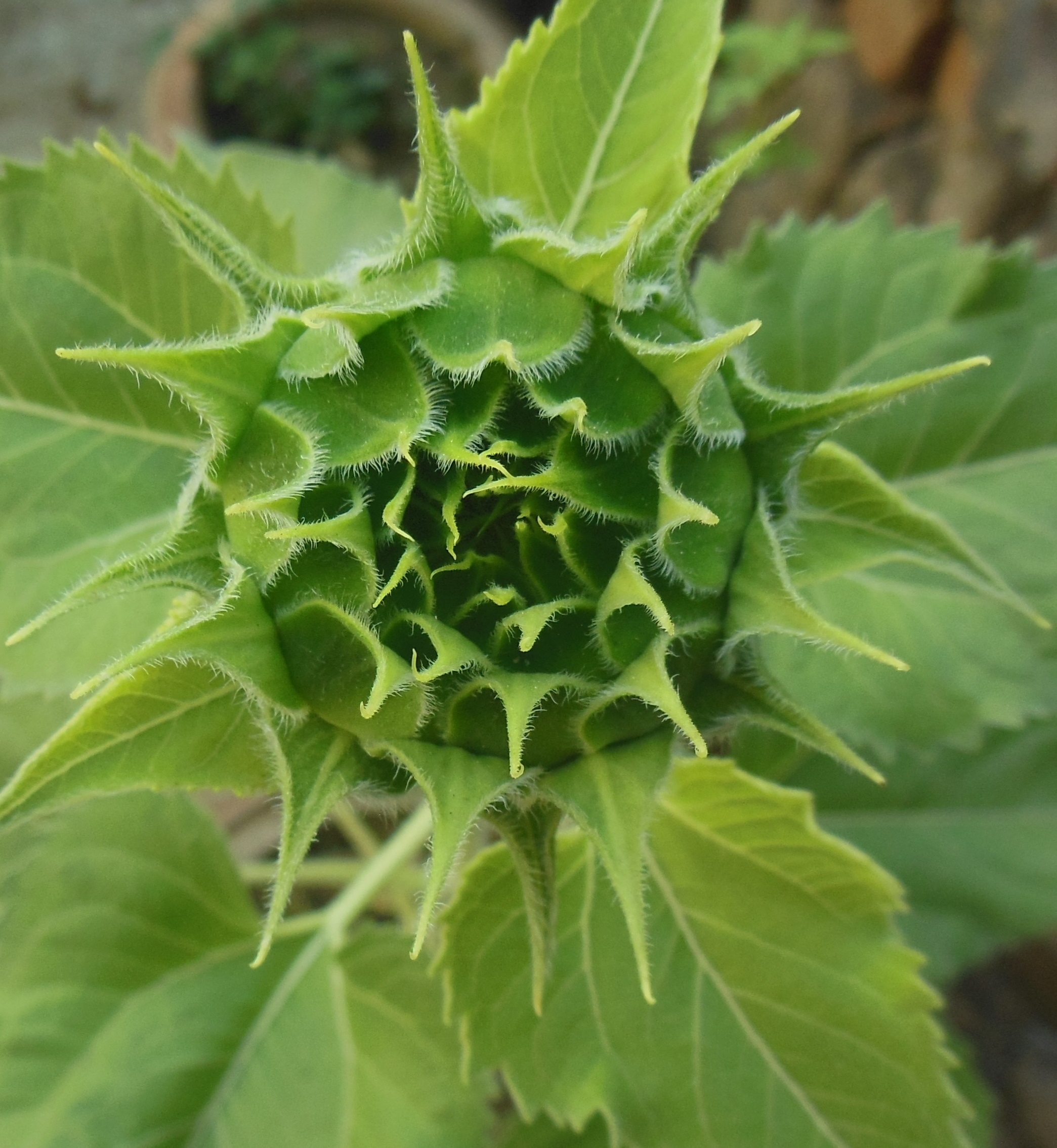
گل‌آذین غنچه آفتابگردان
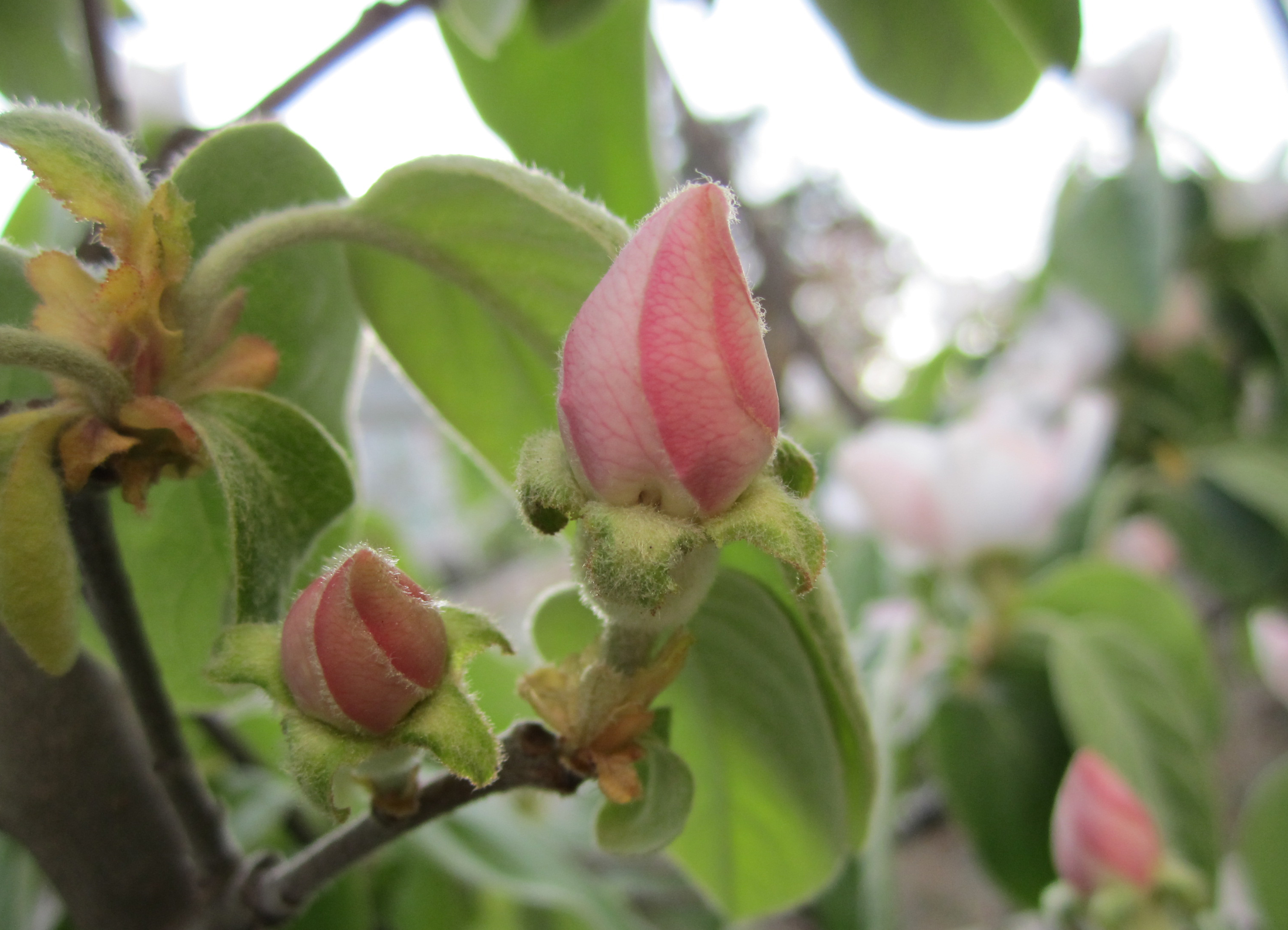
شکوفه به با گلبرگ‌های مارپیچی چین‌خورده
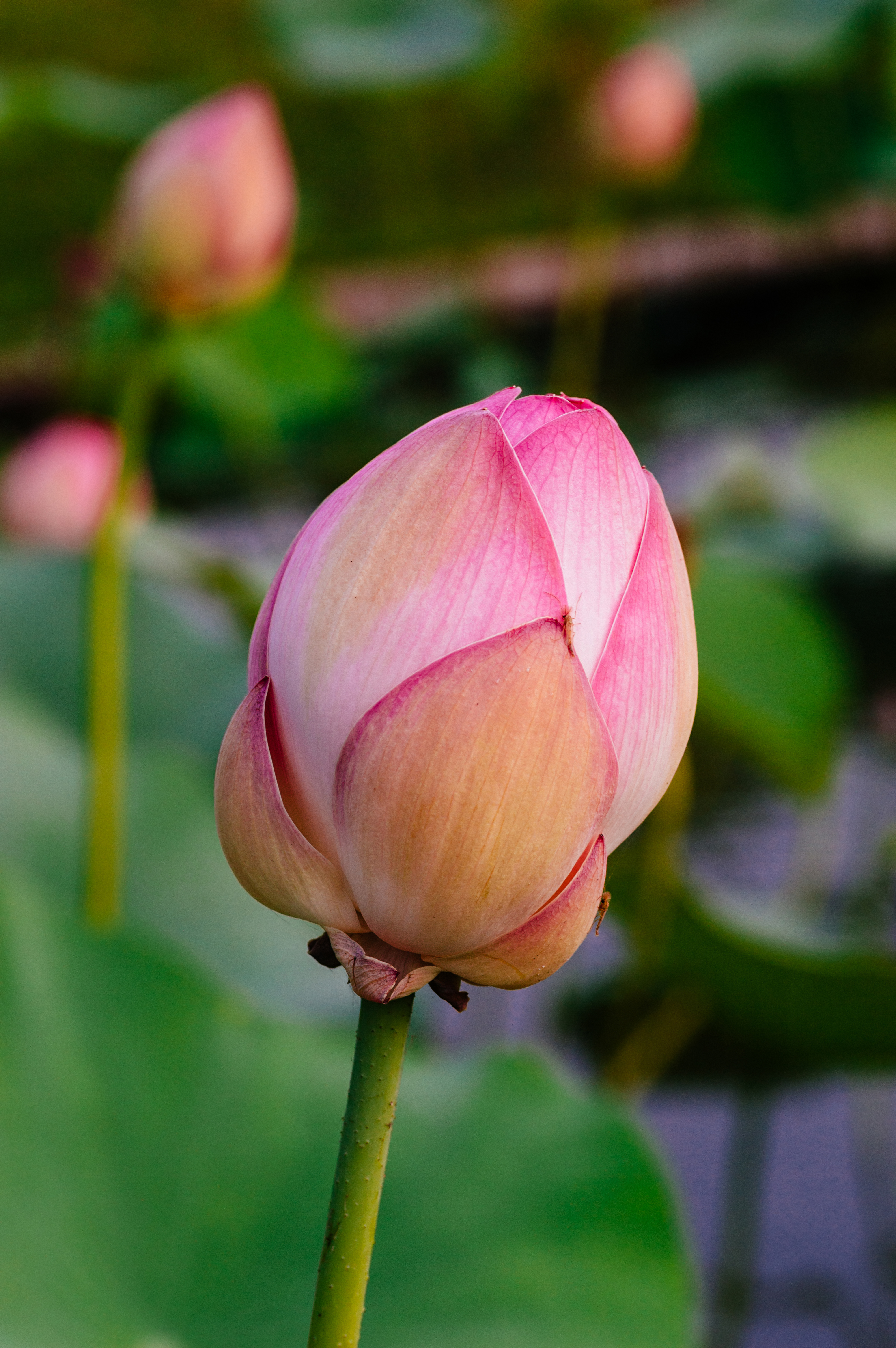
غنچه در حال باز شدن گل Nelumbo
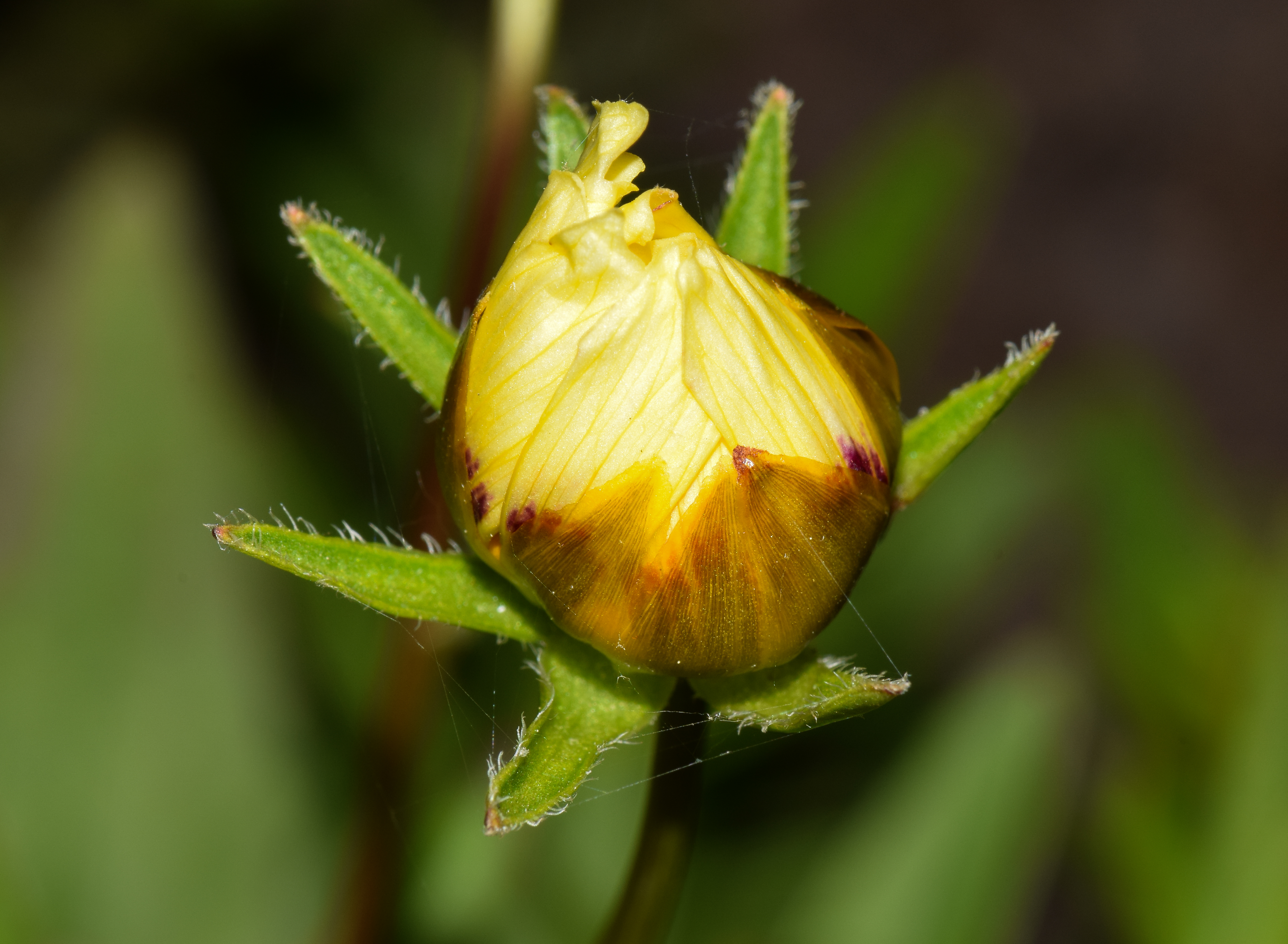
غنچه در حال باز شدن گل Coreopsis tinctoria
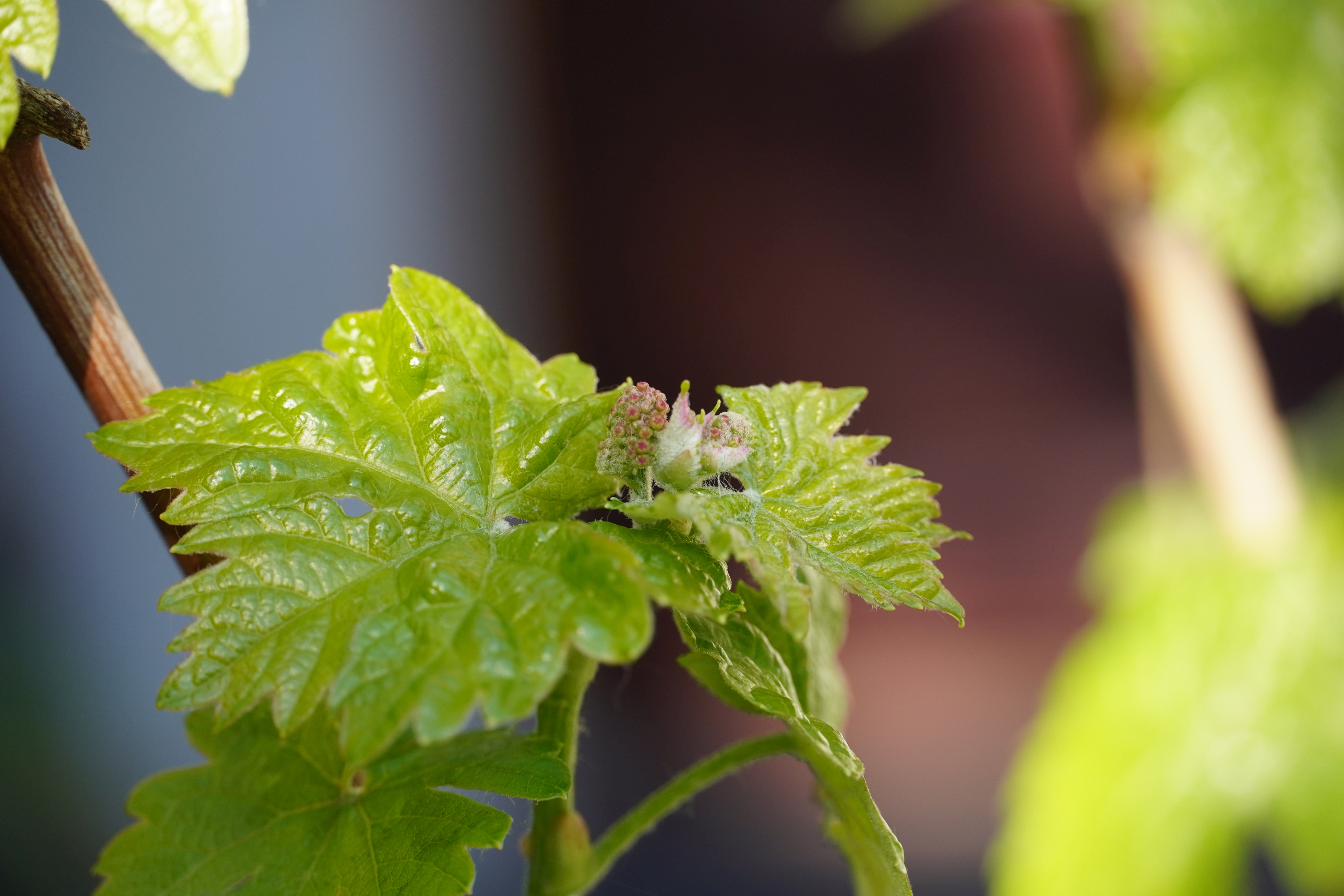
جوانه‌های گل Vitis vinifera
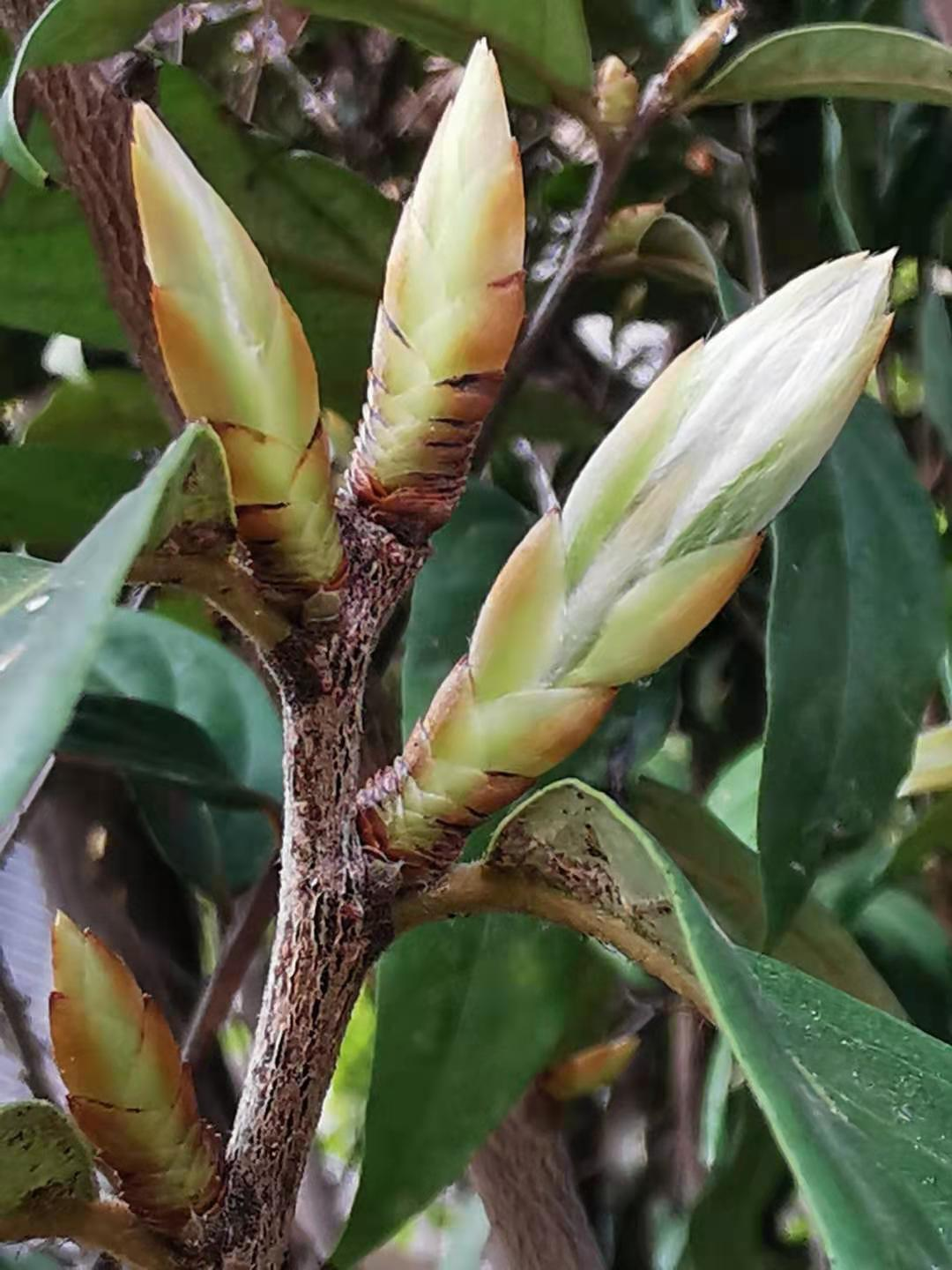
جوانه Diospyros eriantha